# 乔·吉拉德
乔·吉拉德（原名约瑟夫·萨缪尔·吉拉德，Joseph Samuel Gerard，1928年11月1日—2019年2月28日），美国著名推销员。他是吉尼斯世界纪录大全认可的世界上最成功的推销员，从1963年至1978年总共推销出13001辆雪佛兰汽车。
吉拉德年纪轻轻就已经开始工作。高中退学后，他做过各种各样的工作。直到1963年，时年35岁的他走进一间底特律的汽车经销商，恳求满怀狐疑的经理给他一份推销员的工作。首日就卖出一辆车，接下来的第二个月，情况仍然非常乐观。其他的推销员同事颇有怨言，導致他被解雇。他的下一份工作就是在密西根州 Eastpointe 的 Merollis 雪佛兰工作，直至1977年退休。在那里，他创造了一个连续15年期间的销售记录。他過世前是一位公开演讲者。

## 已出版作品
- How To Sell Anything To Anybody (1977)
- How To Sell Yourself
- How To Close Every Sale
- Mastering Your Way To The Top